# Opolno-Zdrój
Opolno-Zdrój (Duits: Bad Oppelsdorf) is een dorp in de Poolse woiwodschap Neder-Silezië. De plaats maakt deel uit van de gemeente Bogatynia en telt 1100 inwoners.